# Notiothemis jonesi
Notiothemis jonesi – gatunek ważki z rodziny ważkowatych (Libellulidae). Występuje we wschodniej i południowej Afryce – od Kenii i Ugandy po RPA.
W RPA imago lata od grudnia do końca marca. Długość ciała 32–33 mm. Długość tylnego skrzydła 24–25 mm.